# Замкнутые классы булевых функций
Замкнутый класс в теории булевых функций — такое множество {\displaystyle P} функций алгебры логики, замыкание которого относительно операции суперпозиции совпадает с ним самим: {\displaystyle [P]=P}. Другими словами, любая функция, которую можно выразить формулой с использованием функций множества {\displaystyle P}, снова входит в это же множество.
В 1941 году Эмиль Пост представил полное описание всех замкнутых классов булевых функций. Множество всех замкнутых классов,  упорядоченное отношением включения, образует решётку, называемую решёткой Поста.

## Определение
Говорят, что функция {\displaystyle f\in P_{2}} получена при помощи операции суперпозиции функций из множества {\displaystyle F\subseteq P_{2}}, если функция {\displaystyle f} может быть получена из функций множества {\displaystyle F} за конечное число шагов при помощью следующих операций:
1. Перестеновка и отождествление переменных;
2. Подстановка функций и переменных в качестве аргументов другой функции;
3. Добавление и удаление фиктивных переменных.

Если множество функций замкнуто относительно указанных операций, то оно называется замкнутым классом. В данном определении разрешается функциям иметь ноль аргументов, то есть быть нульарными.
В англоязычной литературе и некоторой русскоязычной зачастую используют другое определение, неэквивалентное данному. Замкнутому классу запрещают иметь нульарные функции и убирается требование замкнутости относительно операции удаления переменных. Замкнутые классы в этом определении идентичны замкнутым классам в первом, с точностью до нульарных функций. 

## Свойства замыкания функции с переменными
1. Любое множество является подмножеством своего замыкания: {\displaystyle A\subseteq [A]}.
2. Замыкание подмножества является подмножеством замыкания: {\displaystyle A\subseteq B\Rightarrow [A]\subseteq [B]}.
Следует заметить, что из строгого вложения множеств следует лишь нестрогое вложение их замыканий: {\displaystyle A\subset B\Rightarrow [A]\subseteq [B]}
3. Многократное применение операции замыкания эквивалентно однократному: {\displaystyle [[A]]=[A]}.

## Список замкнутых классов
В 1941 году Эмиль Пост показал, что любой замкнутый класс булевых функций является пересечением конечного числа описанных выше классов, приведя полное описание структуры замкнутых классов двузначной логики. Также Пост установил, что любой замкнутый класс может быть порожден конечным базисом.
Список всех замкнутых классов булевой логики представлен в следующей таблице. Таблица разделена на блоки по порядкам классов.
Всего существует 4 класса порядка 0 (или 3 если не считать пустое множество замкнутым классом), 6 классов порядка 1,
20 классов порядков 2, 20 классов порядка 3 и по 8 классов для каждого из порядков больше 3. В столбце "П" указано обозначение Поста, в столбце "ЯГК" — обозначение Яблонского,
Гаврилова и Кудрявцева, в столбце "У" — обозначение Угольникова и в столбце "Л" — обозначение Лау.
| Название                                                                 | П                               | ЯГК                                         | У                                | Л                                             | Примеры базисов                                                                                  | Предполные классы |
| ------------------------------------------------------------------------ | ------------------------------- | ------------------------------------------- | -------------------------------- | --------------------------------------------- | ------------------------------------------------------------------------------------------------ | --- |
| Порядок 0                                                                |                                 |                                             |                                  |                                               |                                                                                                  | |
| Пустое множество                                                         | —                               | —                                           | —                                | {\displaystyle \varnothing }                  | {\displaystyle \varnothing }                                                                     | |
| Нули                                                                     | {\displaystyle R_{3}}           | {\displaystyle O_{3}}                       | {\displaystyle C_{0}}            | {\displaystyle C_{0}}                         | {\displaystyle \{\,0\,\}}                                                                        | Пустое множество. |
| Единицы                                                                  | {\displaystyle R_{2}}           | {\displaystyle O_{2}}                       | {\displaystyle C_{1}}            | {\displaystyle C_{1}}                         | {\displaystyle \{\,1\,\}}                                                                        | Пустое множество. |
| Константы                                                                | {\displaystyle R_{9}}           | {\displaystyle O_{7}}                       | {\displaystyle C}                | {\displaystyle C}                             | {\displaystyle \{\,0,1\,\}}                                                                      | Класс нулей; Класс единиц. |
| Порядок 1                                                                |                                 |                                             |                                  |                                               |                                                                                                  | |
| Селекторы                                                                | {\displaystyle R_{1}}           | {\displaystyle O_{1}}                       | {\displaystyle U_{01}}           | {\displaystyle I}                             | {\displaystyle \{\,x\,\}}                                                                        | Пустое множество. |
| Селекторы с нулями                                                       | {\displaystyle R_{8}}           | {\displaystyle O_{6}}                       | {\displaystyle U_{0}}            | {\displaystyle I\cup C_{0}}                   | {\displaystyle \{\,x,0\,\}}                                                                      | Класс селекторов; Класс нулей. |
| Селекторы с единицами                                                    | {\displaystyle R_{6}}           | {\displaystyle O_{5}}                       | {\displaystyle U_{1}}            | {\displaystyle I\cup C_{1}}                   | {\displaystyle \{\,x,1\,\}}                                                                      | Класс селекторов; Класс единиц. |
| Селекторы с константами                                                  | {\displaystyle R_{11}}          | {\displaystyle O_{8}}                       | {\displaystyle MU}               | {\displaystyle I\cup C}                       | {\displaystyle \{\,x,0,1\,\}}                                                                    | Класс селекторов с нулями; Класс селекторов с единицами; Класс констант. |
| Селекторы с отрицаниями                                                  | {\displaystyle R_{4}}           | {\displaystyle O_{4}}                       | {\displaystyle SU}               | {\displaystyle {\overline {I}}}               | {\displaystyle \{\,{\overline {x}}\,\}}                                                          | Класс селекторов. |
| Несущественные функции                                                   | {\displaystyle R_{13}}          | {\displaystyle O_{9}}                       | {\displaystyle U}                | {\displaystyle [P_{2}^{1}]}                   | {\displaystyle \{\,{\overline {x}},0\,\}} {\displaystyle \{\,{\overline {x}},1\,\}}              | Класс селекторов с отрицаниями; Класс селекторов с константами. |
| Порядок 2                                                                |                                 |                                             |                                  |                                               |                                                                                                  | |
| Булевы функции                                                           | {\displaystyle C_{1}}           | {\displaystyle C_{1}}                       | {\displaystyle P_{2}}            | {\displaystyle P_{2}}                         | {\displaystyle \{\,\|\,\}} {\displaystyle \{\,\downarrow \,\}}                                   | Класс функций, сохраняющих 0; Класс функций, сохраняющих 1; Класс монотонных функций; Класс линейных функций; Класс самодвойственных функций. |
| Функции, сохраняющие 0                                                   | {\displaystyle C_{3}}           | {\displaystyle C_{3}}                       | {\displaystyle T_{0}}            | {\displaystyle T_{0}}                         | {\displaystyle \{\,\land ,\oplus \,\}}                                                           | Класс функций, сохраняющих константы; Класс монотонных функций, сохраняющих 0; Класс линейных функций, сохраняющих 0; Класс функций, удовлетворяющих условию ⟨1²⟩.                                                                                |
| Функции, сохраняющие 1                                                   | {\displaystyle C_{2}}           | {\displaystyle C_{2}}                       | {\displaystyle T_{1}}            | {\displaystyle T_{1}}                         | {\displaystyle \{\,\lor ,\leftrightarrow \,\}}                                                   | Класс функций, сохраняющих константы; Класс монотонных функций, сохраняющих 1; Класс линейных функций, сохраняющих 1; Класс функций, удовлетворяющих условию ⟨0²⟩;                                                                                |
| Монотонные функции                                                       | {\displaystyle A_{1}}           | {\displaystyle A_{1}} {\displaystyle M_{1}} | {\displaystyle M}                | {\displaystyle M}                             | {\displaystyle \{\,\land ,\lor ,0,1\,\}}                                                         | Класс монотонных функций, сохраняющих 0; Класс монотонных функций, сохраняющих 1; Класс конъюнкций с константами; Класс дизъюнкций с константами.                                                                                                 |
| Монотонные функции без единиц                                            | {\displaystyle A_{3}}           | {\displaystyle A_{3}} {\displaystyle M_{3}} | {\displaystyle M_{0}}            | {\displaystyle M\cap T_{0}}                   | {\displaystyle \{\,\land ,\lor ,0\,\}}                                                           | Класс монотонных функций, сохраняющих константы; Класс конъюнкций с нулями; Класс монотонных функций, удовлетворяющих условию ⟨1²⟩. |
| Монотонные функции без нулей                                             | {\displaystyle A_{2}}           | {\displaystyle A_{2}} {\displaystyle M_{2}} | {\displaystyle M_{1}}            | {\displaystyle M\cap T_{1}}                   | {\displaystyle \{\,\land ,\lor ,1\,\}}                                                           | Класс монотонных функций, сохраняющих константы; Класс конъюнкций с единицами; Класс монотонных функций, удовлетворяющих условию ⟨0²⟩. |
| Монотонные функции без констант                                          | {\displaystyle A_{4}}           | {\displaystyle A_{4}} {\displaystyle M_{4}} | {\displaystyle M_{01}}           | {\displaystyle M\cap T_{0}\cap T_{1}}         | {\displaystyle \{\,\land ,\lor \,\}}                                                             | Класс монотонных функций, сохраняющих константы и удовлетворяющих условию ⟨0²⟩; Класс монотонных функций, сохраняющих константы и удовлетворяющих условию ⟨1²⟩.                                                                                   |
| Конъюнкции с константами                                                 | {\displaystyle P_{6}}           | {\displaystyle P_{6}}                       | {\displaystyle K}                | {\displaystyle K\cup C}                       | {\displaystyle \{\,\land ,0,1\,\}}                                                               | Класс конъюнкций с единицами; Класс конъюнкций с нулями Класс селекторов с константами. |
| Конъюнкции с нулями                                                      | {\displaystyle P_{4}}           | {\displaystyle P_{3}}                       | {\displaystyle K_{0}}            | {\displaystyle K\cup C_{0}}                   | {\displaystyle \{\,\land ,0\,\}}                                                                 | Класс конъюнкций без констант; Класс селекторов с нулями. |
| Конъюнкции с единицами                                                   | {\displaystyle P_{5}}           | {\displaystyle P_{5}}                       | {\displaystyle K_{1}}            | {\displaystyle K\cup C_{1}}                   | {\displaystyle \{\,\land ,1\,\}}                                                                 | Класс конъюнкций без констант; Класс селекторов с единицами. |
| Конъюнкции без констант                                                  | {\displaystyle P_{2}}           | {\displaystyle P_{1}}                       | {\displaystyle K_{01}}           | {\displaystyle K}                             | {\displaystyle \{\,\land \,\}}                                                                   | Класс селекторов |
| Дизъюнкции с константами                                                 | {\displaystyle S_{6}}           | {\displaystyle S_{6}}                       | {\displaystyle D}                | {\displaystyle D\cup C}                       | {\displaystyle \{\,\lor ,0,1\,\}}                                                                | Класс дизъюнкций с единицами; Класс дизъюнкций с нулями; Класс селекторов с константами. |
| Дизъюнкции с единицами                                                   | {\displaystyle S_{4}}           | {\displaystyle S_{3}}                       | {\displaystyle D_{1}}            | {\displaystyle D\cup C_{1}}                   | {\displaystyle \{\,\lor ,1\,\}}                                                                  | Класс дизъюнкций без констант; Класс селекторов с единицами. |
| Дизъюнкции с нулями                                                      | {\displaystyle S_{5}}           | {\displaystyle S_{5}}                       | {\displaystyle D_{0}}            | {\displaystyle D\cup C_{0}}                   | {\displaystyle \{\,\lor ,0\,\}}                                                                  | Класс дизъюнкций без констант; Класс селекторов с нулями. |
| Дизъюнкции без констант                                                  | {\displaystyle S_{2}}           | {\displaystyle S_{1}}                       | {\displaystyle D_{01}}           | {\displaystyle D}                             | {\displaystyle \{\,\lor \,\}}                                                                    | Класс селекторов. |
| Линейные функции                                                         | {\displaystyle L_{1}}           | {\displaystyle L_{1}}                       | {\displaystyle L}                | {\displaystyle L}                             | {\displaystyle \{\,\oplus ,1\,\}} {\displaystyle \{\,\leftrightarrow ,0\,\}}                     | Класс линейных функций, сохраняющих 0; Класс линейных функций, сохраняющих 1; Класс линейных самодвойственных функций; Класс несущественных функций.                                                                                              |
| Линейные функции, сохраняющие 0                                          | {\displaystyle L_{3}}           | {\displaystyle L_{3}}                       | {\displaystyle L_{0}}            | {\displaystyle L\cap T_{0}}                   | {\displaystyle \{\,\oplus \,\}}                                                                  | Класс линейных функций, сохраняющих константы; Класс селекторов с нулями. |
| Линейные функции, сохраняющие 1                                          | {\displaystyle L_{2}}           | {\displaystyle L_{2}}                       | {\displaystyle L_{1}}            | {\displaystyle L\cap T_{1}}                   | {\displaystyle \{\,\leftrightarrow \,\}}                                                         | Класс линейных функций, сохраняющих константы; Класс селекторов с единицами. |
| Функции, удовлетворяющие условию ⟨1∞⟩                                    | {\displaystyle F_{8}^{\infty }} | {\displaystyle F_{8}^{\infty }}             | {\displaystyle I^{\infty }}      | {\displaystyle T_{0,\infty }}                 | {\displaystyle \{\,\not \leftarrow \,\}}                                                         | Класс монотонных функций, удовлетворяющих условию ⟨1∞⟩; Класс функций, сохраняющих константы и удовлетворяющих условию ⟨1∞⟩. |
| Функции, удовлетворяющие условию ⟨0∞⟩                                    | {\displaystyle F_{4}^{\infty }} | {\displaystyle F_{4}^{\infty }}             | {\displaystyle O^{\infty }}      | {\displaystyle T_{1,\infty }}                 | {\displaystyle \{\,\rightarrow \,\}}                                                             | Класс монотонных функций, удовлетворяющих условию ⟨0∞⟩; Класс функций, сохраняющих константы и удовлетворяющих условию ⟨0∞⟩. |
| Порядок 3                                                                |                                 |                                             |                                  |                                               |                                                                                                  | |
| Функции, сохраняющие константы                                           | {\displaystyle C_{4}}           | {\displaystyle C_{4}}                       | {\displaystyle T_{01}}           | {\displaystyle T_{0}\cap T_{1}}               | {\displaystyle \{\,x\oplus y\oplus z,\land \,\}} {\displaystyle \{\,x\oplus y\oplus z,\lor \,\}} | Класс монотонных функций, сохраняющих константы; Класс самодвойственных функций, сохраняющих константы; Класс функций, сохраняющих константы и удовлетворяющих условию ⟨1²⟩; Класс функций, сохраняющих константы и удовлетворяющих условию ⟨0²⟩. |
| Линейные самодвойственные функции                                        | {\displaystyle L_{5}}           | {\displaystyle L_{5}}                       | {\displaystyle SL}               | {\displaystyle S\cap L}                       | {\displaystyle \{\,x\oplus y\oplus z\oplus 1\,\}}                                                | Класс линейных функций, сохраняющих константы; Класс селекторов с отрицаниями. |
| Линейные функции, сохраняющие константы                                  | {\displaystyle L_{4}}           | {\displaystyle L_{4}}                       | {\displaystyle L_{01}}           | {\displaystyle S\cap L\cap T_{0}}             | {\displaystyle \{\,x\oplus y\oplus z\,\}}                                                        | Класс линейных функций, сохраняющих константы; Класс селекторов с отрицаниями. |
| Самодвойственные функции                                                 | {\displaystyle D_{3}}           | {\displaystyle D_{3}}                       | {\displaystyle S}                | {\displaystyle S}                             | {\displaystyle \{\,{\overline {m}}(x,y,z)\,\}}                                                   | Класс линейных самодвойственных функций; Класс самодвойственных функций, сохраняющих константы. |
| Самодвойственные функции, сохраняющие константы                          | {\displaystyle D_{1}}           | {\displaystyle D_{1}}                       | {\displaystyle S_{01}}           | {\displaystyle S\cap T_{0}}                   | {\displaystyle \{\,m(x,y,z),x\oplus y\oplus z\,\}}                                               | Класс монотонных самодвойственных функций; Класс линейных функций, сохраняющих константы. |
| Монотонные самодвойственные функции                                      | {\displaystyle D_{2}}           | {\displaystyle D_{2}}                       | {\displaystyle SM}               | {\displaystyle S\cap M}                       | {\displaystyle \{\,m(x,y,z)\,\}}                                                                 | Класс селекторов. |
| Монотонные функции, удовлетворяющие условию ⟨1∞⟩                         | {\displaystyle F_{7}^{\infty }} | {\displaystyle F_{7}^{\infty }}             | {\displaystyle MI^{\infty }}     | {\displaystyle T_{0,\infty }\cap M}           | {\displaystyle \{\,x(y\lor z),0\,\}}                                                             | Класс конъюнкций с нулями; Класс монотонных функций, сохраняющих константы и удовлетворяющих условию ⟨1∞⟩. |
| Функции, сохраняющие константы и удовлетворяющие условию ⟨1∞⟩            | {\displaystyle F_{5}^{\infty }} | {\displaystyle F_{5}^{\infty }}             | {\displaystyle I_{1}^{\infty }}  | {\displaystyle T_{0,\infty }\cap T_{1}}       | {\displaystyle \{\,x(y\lor {\overline {z}})\,\}}                                                 | Класс монотонных функций, сохраняющих константы и удовлетворяющих условию ⟨1∞⟩. |
| Монотонные функции, сохраняющие константы и удовлетворяющие условию ⟨1∞⟩ | {\displaystyle F_{6}^{\infty }} | {\displaystyle F_{6}^{\infty }}             | {\displaystyle MI_{1}^{\infty }} | {\displaystyle T_{0,\infty }\cap M\cap T_{1}} | {\displaystyle \{\,x(y\lor z)\,\}}                                                               | Класс конъюнкций с константами. |
| Монотонные функции, удовлетворяющие условию ⟨0∞⟩                         | {\displaystyle F_{3}^{\infty }} | {\displaystyle F_{3}^{\infty }}             | {\displaystyle MO^{\infty }}     | {\displaystyle T_{1,\infty }\cap M}           | {\displaystyle \{\,x\lor yz,1\,\}}                                                               | Класс дизъюнкций с единицами; Класс монотонных функций, сохраняющих константы и удовлетворяющих условию ⟨0∞⟩. |
| Функции, сохраняющие константы и удовлетворяющие условию ⟨0∞⟩            | {\displaystyle F_{1}^{\infty }} | {\displaystyle F_{1}^{\infty }}             | {\displaystyle O_{0}^{\infty }}  | {\displaystyle T_{1,\infty }\cap T_{0}}       | {\displaystyle \{\,x\lor y{\overline {z}}\,\}}                                                   | Класс монотонных функций, сохраняющих константы и удовлетворяющих условию ⟨0∞⟩. |
| Монотонные функции, сохраняющие константы и удовлетворяющие условию ⟨0∞⟩ | {\displaystyle F_{2}^{\infty }} | {\displaystyle F_{2}^{\infty }}             | {\displaystyle MO_{0}^{\infty }} | {\displaystyle T_{1,\infty }\cap M\cap T_{0}} | {\displaystyle \{\,x\lor yz\,\}}                                                                 | Класс дизъюнкций с константами. |
| Функции, удовлетворяющие условию ⟨1²⟩                                    | {\displaystyle F_{8}^{2}}       | {\displaystyle F_{8}^{2}}                   | {\displaystyle I^{2}}            | {\displaystyle T_{0,2}}                       | {\displaystyle \{\,m(x,y,z),x\not \leftarrow y\,\}}                                              | Класс функций, удовлетворяющих условию ⟨1³⟩; Класс монотонных функций, удовлетворяющих условию ⟨1²⟩; Класс функций, сохраняющих константы и удовлетворяющих условию ⟨1²⟩.                                                                         |
| Монотонные функции, удовлетворяющие условию ⟨1²⟩                         | {\displaystyle F_{7}^{2}}       | {\displaystyle F_{7}^{2}}                   | {\displaystyle MI^{2}}           | {\displaystyle T_{0,2}\cap M}                 | {\displaystyle \{\,m(x,y,z),0\,\}}                                                               | Класс монотонных функций, удовлетворяющих условию ⟨1³⟩; Класс монотонных функций, сохраняющих константы и удовлетворяющих условию ⟨1²⟩. |
| Функции, сохраняющие константы и удовлетворяющие условию ⟨1²⟩            | {\displaystyle F_{5}^{2}}       | {\displaystyle F_{5}^{2}}                   | {\displaystyle I_{1}^{2}}        | {\displaystyle T_{0,2}\cap T_{1}}             | {\displaystyle \{\,m(x,y,z),x(y\lor {\overline {z}})\,\}}                                        | Класс функций, сохраняющих константы и удовлетворяющих условию ⟨1³⟩; Класс монотонных функций, сохраняющих константы и удовлетворяющих условию ⟨1²⟩.                                                                                              |
| Монотонные функции, сохраняющие константы и удовлетворяющие условию ⟨1²⟩ | {\displaystyle F_{6}^{2}}       | {\displaystyle F_{6}^{2}}                   | {\displaystyle MI_{1}^{2}}       | {\displaystyle T_{0,2}\cap M\cap T_{1}}       | {\displaystyle \{\,m(x,y,z),x(y\lor z)\,\}}                                                      | Класс функций, сохраняющих константы и удовлетворяющих условию ⟨1³⟩; Класс монотонных самодвойственных функций. |
| Функции, удовлетворяющие условию ⟨0²⟩                                    | {\displaystyle F_{4}^{2}}       | {\displaystyle F_{4}^{2}}                   | {\displaystyle O^{2}}            | {\displaystyle T_{1,2}}                       | {\displaystyle \{\,m(x,y,z),x\rightarrow y\,\}}                                                  | Класс функций, удовлетворяющих условию ⟨0³⟩; Класс монотонных функций, удовлетворяющих условию ⟨0²⟩; Класс функций, сохраняющих константы и удовлетворяющих условию ⟨0²⟩.                                                                         |
| Монотонные функции, удовлетворяющие условию ⟨0²⟩                         | {\displaystyle F_{3}^{2}}       | {\displaystyle F_{3}^{2}}                   | {\displaystyle MO^{2}}           | {\displaystyle T_{1,2}\cap M}                 | {\displaystyle \{\,m(x,y,z),1\,\}}                                                               | Класс монотонных функций, удовлетворяющих условию ⟨0³⟩; Класс монотонных функций, сохраняющих константы и удовлетворяющих условию ⟨0²⟩. |
| Функции, сохраняющие константы и удовлетворяющие условию ⟨0²⟩            | {\displaystyle F_{1}^{2}}       | {\displaystyle F_{1}^{2}}                   | {\displaystyle O_{0}^{2}}        | {\displaystyle T_{1,2}\cap T_{0}}             | {\displaystyle \{\,m(x,y,z),x\lor y{\overline {z}}\,\}}                                          | Класс функций, сохраняющих константы и удовлетворяющих условию ⟨0³⟩; Класс монотонных функций, сохраняющих константы и удовлетворяющих условию ⟨0²⟩.                                                                                              |
| Монотонные функции, сохраняющие константы и удовлетворяющие условию ⟨0²⟩ | {\displaystyle F_{2}^{2}}       | {\displaystyle F_{2}^{2}}                   | {\displaystyle MO_{0}^{2}}       | {\displaystyle T_{1,2}\cap M\cap T_{0}}       | {\displaystyle \{\,m(x,y,z),x\lor yz\,\}}                                                        | Класс функций, сохраняющих константы и удовлетворяющих условию ⟨0³⟩; Класс монотонных самодвойственных функций. |
| Порядок {\displaystyle m-1\geq 4}                                        |                                 |                                             |                                  |                                               |                                                                                                  | |
| Функции, удовлетворяющие условию ⟨1ᵐ⟩                                    | {\displaystyle F_{8}^{m}}       | {\displaystyle F_{8}^{m}}                   | {\displaystyle I^{m}}            | {\displaystyle T_{0,m}}                       | {\displaystyle \{\,h_{m}(x_{1},\ldots ,x_{m+1}),x\not \leftarrow y\,\}}                          | Класс функций, удовлетворяющих условию ⟨1m+1⟩; Класс монотонных функций, удовлетворяющих условию ⟨1ᵐ⟩; Класс функций, сохраняющих константы и удовлетворяющих условию ⟨1ᵐ⟩.                                                                       |
| Монотонные функции, удовлетворяющие условию ⟨1ᵐ⟩                         | {\displaystyle F_{7}^{m}}       | {\displaystyle F_{7}^{m}}                   | {\displaystyle MI^{m}}           | {\displaystyle T_{0,m}\cap M}                 | {\displaystyle \{\,h_{m}(x_{1},\ldots ,x_{m+1}),0\,\}}                                           | Класс монотонных функций, удовлетворяющих условию ⟨1m+1⟩; Класс монотонных функций, сохраняющих константы и удовлетворяющих условию ⟨1ᵐ⟩. |
| Функции, сохраняющие константы и удовлетворяющие условию ⟨1ᵐ⟩            | {\displaystyle F_{5}^{m}}       | {\displaystyle F_{5}^{m}}                   | {\displaystyle I_{1}^{m}}        | {\displaystyle T_{0,m}\cap T_{1}}             | {\displaystyle \{\,h_{m}(x_{1},\ldots ,x_{m+1}),x(y\lor {\overline {z}})\,\}}                    | Класс функций, сохраняющих константы и удовлетворяющих условию ⟨1m+1⟩; Класс монотонных функций, сохраняющих константы и удовлетворяющих условию ⟨1ᵐ⟩.                                                                                            |
| Монотонные функции, сохраняющие константы и удовлетворяющие условию ⟨1ᵐ⟩ | {\displaystyle F_{6}^{m}}       | {\displaystyle F_{6}^{m}}                   | {\displaystyle MI_{1}^{m}}       | {\displaystyle T_{0,m}\cap M\cap T_{1}}       | {\displaystyle \{\,h_{m}(x_{1},\ldots ,x_{m+1})\,\}}                                             | Класс функций, сохраняющих константы и удовлетворяющих условию ⟨1m+1⟩. |
| Функции, удовлетворяющие условию ⟨0ᵐ⟩                                    | {\displaystyle F_{4}^{m}}       | {\displaystyle F_{4}^{m}}                   | {\displaystyle O^{m}}            | {\displaystyle T_{1,m}}                       | {\displaystyle \{\,h_{m}^{*}(x_{1},\ldots ,x_{m+1}),x\rightarrow y\,\}}                          | Класс функций, удовлетворяющих условию ⟨0m+1⟩; Класс монотонных функций, удовлетворяющих условию ⟨0ᵐ⟩; Класс функций, сохраняющих константы и удовлетворяющих условию ⟨0ᵐ⟩.                                                                       |
| Монотонные функции, удовлетворяющие условию ⟨0ᵐ⟩                         | {\displaystyle F_{3}^{m}}       | {\displaystyle F_{3}^{m}}                   | {\displaystyle MO^{m}}           | {\displaystyle T_{1,m}\cap M}                 | {\displaystyle \{\,h_{m}^{*}(x_{1},\ldots ,x_{m+1}),1\,\}}                                       | Класс монотонных функций, удовлетворяющих условию ⟨0m+1⟩; Класс монотонных функций, сохраняющих константы и удовлетворяющих условию ⟨0ᵐ⟩. |
| Функции, сохраняющие константы и удовлетворяющие условию ⟨0ᵐ⟩            | {\displaystyle F_{1}^{m}}       | {\displaystyle F_{1}^{m}}                   | {\displaystyle O_{0}^{m}}        | {\displaystyle T_{1,m}\cap T_{0}}             | {\displaystyle \{\,h_{m}^{*}(x_{1},\ldots ,x_{m+1}),x\lor y{\overline {z}}\,\}}                  | Класс функций, сохраняющих константы и удовлетворяющих условию ⟨0m+1⟩; Класс монотонных функций, сохраняющих константы и удовлетворяющих условию ⟨0ᵐ⟩.                                                                                            |
| Монотонные функции, сохраняющие константы и удовлетворяющие условию ⟨0ᵐ⟩ | {\displaystyle F_{2}^{m}}       | {\displaystyle F_{2}^{m}}                   | {\displaystyle MO_{0}^{m}}       | {\displaystyle T_{1,m}\cap M\cap T_{0}}       | {\displaystyle \{\,h_{m}^{*}(x_{1},\ldots ,x_{m+1})\,\}}                                         | Класс функций, сохраняющих константы и удовлетворяющих условию ⟨0m+1⟩. |

## Некоторые свойства замкнутых классов
- Непустое пересечение замкнутых классов снова является замкнутым классом.
- Объединение замкнутых классов может замкнутым классом не являться.
- Замкнутый класс булевых функций, содержащий не только константы, обязательно содержит тождественную функцию.
- Дополнение замкнутого класса булевых функций до множества всех булевых функций {\displaystyle P_{2}} замкнутым классом не является.

## Полные системы функций
Множество {\displaystyle A} функций алгебры логики называется полной системой, если замыкание этого множества совпадает с множеством всех функций. (В частности, для двузначной логики {\displaystyle [A]=P_{2}}.) Другими словами, должна быть возможность любую функцию алгебры логики выразить формулой с использованием функций множества {\displaystyle A}.
Критерий Поста формулирует необходимое и достаточное условие полноты системы булевых функций:

Система булевых функций полна тогда и только тогда, когда она не содержится целиком ни в одном из классов {\displaystyle T_{0}}, {\displaystyle T_{1}}, {\displaystyle S}, {\displaystyle M}, {\displaystyle L}.

В частности, если функция не входит ни в один из классов Поста, она сама по себе формирует полную систему. В качестве примера можно назвать функцию Шеффера (отрицание конъюнкции).
Широко известны такие полные системы булевых функций:
- {\displaystyle \left\{\land ,\lor ,\neg \right\}} (конъюнкция, дизъюнкция, отрицание);
- {\displaystyle \left\{\land ,\oplus ,1\right\}} (конъюнкция, сложение по модулю 2, константа 1);
- {\displaystyle \left\{\land ,\neg \right\}} (конъюнкция, отрицание);
- {\displaystyle \left\{\lor ,\neg \right\}} (дизъюнкция, отрицание);
- {\displaystyle \left\{\downarrow \right\}} (стрелка Пирса);
- {\displaystyle \left\{|\right\}} (штрих Шеффера).

Первая система используется, например, для представления функций в виде дизъюнктивных и конъюнктивных нормальных форм, вторая — для представления в виде полиномов Жегалкина.
Менее известные другие полные системы булевых функций:
- {\displaystyle \left\{\rightarrow ,\neg \right\}} (импликация, отрицание);
- {\displaystyle \left\{\rightarrow ,\oplus \right\}} (импликация, сложение по модулю 2);
- {\displaystyle \left\{\rightarrow ,0\right\}} (импликация, константа 0);

Полная система функций называется базисом, если она перестаёт быть полной при исключении из неё любого элемента. Первая из упоминавшихся выше полных систем базисом не является, поскольку согласно законам де Моргана либо дизъюнкцию, либо конъюнкцию можно исключить из системы и восстановить с помощью остальных двух функций. Вторая система является базисом — все три её элемента необходимы для полноты.
Максимально возможное число булевых функций в базисе — 4.
Иногда говорят о системе функций, полной в некотором замкнутом классе, и соответственно о базисе этого класса. Например, систему {\displaystyle \left\{\oplus ,1\right\}} можно назвать базисом класса линейных функций.